# العلاقات الأذربيجانية التوفالية
العلاقات الأذربيجانية التوفالية هي العلاقات الثنائية التي تجمع بين أذربيجان وتوفالو.

## مقارنة بين البلدين
هذه مقارنة عامة ومرجعية للدولتين:
| وجه المقارنة                                              | أذربيجان        | توفالو                         |
| --------------------------------------------------------- | --------------- | ------------------------------ |
| المساحة (كم2)                                             | 86.60 ألف       | 26                             |
| عدد السكان (نسمة)                                         | 10.00 مليون     | 11.19 ألف                      |
| الكثافة السكانية (ن./كم²)                                 | 115.47          | 43.04 ألف                      |
| العاصمة                                                   | باكو            | فونافوتي                       |
| اللغة الرسمية                                             | اللغة الأذرية   | اللغة التوفالوية، لغة إنجليزية |
| العملة                                                    | مانات أذربيجاني | دولار توفالو                   |
| الناتج المحلي الإجمالي (بليون دولار)                      | 40.75 مليار     | 39.73 مليون                    |
| الناتج المحلي الإجمالي (تعادل القوة الشرائية) بليون دولار | 171.56 مليار    | 38.93 مليون                    |
| الناتج المحلي الإجمالي الاسمي للفرد دولار أمريكي          | 5.50 ألف        | 3.29 ألف                       |
| الناتج المحلي الإجمالي للفرد دولار أمريكي                 | 17.52 ألف       | 3.77 ألف                       |
| مؤشر التنمية البشرية                                      | 0.751           |                                |
| رمز المكالمات الدولي                                      | +994            | +688                           |
| رمز الإنترنت                                              | .az             | .tv                            |
| المنطقة الزمنية                                           | ت ع م+04:00     | ت ع م+12:00                    |

## منظمات دولية مشتركة
يشترك البلدان في عضوية مجموعة من المنظمات الدولية، منها:
| علم المنظمة | اسم المنظمة                   | تاريخ انضمام أذربيجان | تاريخ انضمام توفالو |
| ----------- | ----------------------------- | --------------------- | ------------------- |
|             | الاتحاد البريدي العالمي       | ?                     | ?                   |
|             | بنك التنمية الآسيوي           | 1999                  | 1993                |
|             | يونسكو                        | 3 يونيو 1992          | 21 أكتوبر 1991      |
|             | البنك الدولي للإنشاء والتعمير | 18 سبتمبر 1992        | 24 يونيو 2010       |
|             | الاتحاد الدولي للاتصالات      | 10 أبريل 1992         | 15 أغسطس 1996       |
|             | الأمم المتحدة                 | 2 مارس 1992           | 5 سبتمبر 2000       |
|             | مؤسسة التنمية الدولية         | 31 مارس 1995          | 24 يونيو 2010       |
|             | منظمة حظر الأسلحة الكيميائية  | ?                     | ?                   |

## وصلات خارجية
- موقع وزارة الخارجية الأذربيجانية